# Центральна бібліотека ЦБС Слобідського району м. Харкова
Центральна бібліотека централізованої бібліотечної системи Слобідського району м. Харкова — інформаційно-освітній центр для користувачів Слобідського району міста Харкова, який здійснює не тільки інформаційні послуги, але і виступає у ролі центру дозвілля, освіти, спілкування, розвитку здібностей, виховання та ін.  Основними напрямками нашої роботи є забезпечення вільного доступу до інформаційних ресурсів бібліотеки та Інтернету; створення простору для дозвілля наших користувачів; допомога в самоосвіті та навчанні всіх охочих.

## Історія
Бібліотека заснована у 1951 році.
30 квітня 2024 позбавлена прізвища Тургенєва у назві, в межах процесів деколонізації, що розпочалися після російського військового вторгнення в Україну.

## Структура
- Відділ обслуговування складається з абонементу, читального залу та Інтернет-центру
- Інформаційно-бібліографічний відділ
- Відділ комплектування та обробки літератури

## Послуги
Бібліотека надає послуги мешканцям Слобідського району м. Харкова серед яких учні середніх та середніх-спеціальних навчальних закладів, студенти, працівники промислових підприємств району, люди похилого віку. Скористатися послугами нашої бібліотеки можуть також усі охочі, незалежно від місця проживання. Читальний зал та Інтернет-центр завжди раді відвідувачам!

###### Традиційні бібліотечні послуги
- Видача літератури для користувачів — історична, науково-пізнавальна, довідкова та художня література, книги за шкільною програмою. У читальному залі можна отримати підбірку інформації з більш рідкісних і унікальних книг, почитати газети та журнали.
- Надання бібліографічних довідок з усіх галузей знання в усній, письмовій і електронній формах. Також можна отримати бібліографічні та методичні консультації. Прості усні бібліографічні довідки і консультації надаються користувачам безоплатно.
- Масові заходи, клуби. У наших клубах ми намагаємося навчити дітей знати, любити книгу і правильно її читати; спілкуватися з навколишньою природою і вміти її берегти, а також вчимося спілкуватися у колективі та повсякденному житті. Нам цікаво вигадувати нові форми роботи, щоб було цікавіше жити, вчитися і дружити: IT-турніри, казкові подорожі, квести… Ми вчимося, пізнаємо світ і граємо. Наші клуби стають місцем зустрічі, куди хочеться приходити і приводити своїх нових друзів, проводити все більше вільного часу. У нашій бібліотеці працюють: студентський клуб «СТИЛЬ», дитячий клуб «Детвора», клуб старшокласників та студентів технікумів «Гаудеамус».

### Інноваційні бібліотечні послуги
- Доступ до мережі Інтернет . Тепер у бібліотеці можна:
  - набрати текст і роздрукувати його
  - знаходити, копіювати і переносити інформацію на електронний носій 
  - сканувати і друкувати документи 
  - спілкуватися за допомогою скайпу 
  - відправляти кореспонденцію в будь-яку точку світу з e-mail 
  - отримувати онлайн консультації у різних фахівців.
- Складання вебліографічних списків До уваги користувачів перелік сайтів з ретельно відібраною і систематизованою у певному порядку інформацією, що знайомить з найкращими сайтами мережі, розкриваючи певну тему. Популярні теми: Профорієнтація — Вибір професії — ВУЗи України — ВУЗи Харкова — Освіта за кордоном — Зовнішнє Незалежне Оцінювання — Пошук роботи — Перепідготовка кадрів — Я обираю здоров'я — Золоті ручки або все своїми руками — Дитячий світ.
- Проведення тематичних днів, вікторин, квестів. Найцікавіші — тематичний день «Новина за чашкою чаю», «ІНТЕРНЕТ — ТВІЙ ДРУГ!», першоквітневий тематичний день « ДЕНЬ НАВПАКИ, або БІБЛІОТЕКА У ЗАДЗЕРКАЛЛІ».
- «Комп'ютерний лікнеп» — це комплекс занять для користувачів — дорослих та дітей, які не мають практичних навичок користування комп'ютером та здійснювання пошуку необхідної інформації в мережі Інтернет.
- «Ленгвіч-кафе» — онлайн-навчання англійській мові для школярів. Також створена група з вивчення розмовної англійської мови для старшокласників і студентів. Група безкоштовна, відкрита. У роботі нам допомагають англомовні студенти Харківських вузів. Група збирається щонеділі об 11-00 в читальному залі бібліотеки. Для дошкільнят і молодших школярів відкрита група по суботах о 12-00.
- English 1 2 3 — курс англійської мови для тих, хто тільки починає вивчати англійську мову або володіє нею на базовому рівні. Бібліотека запрошує всіх охочих пройти безоплатний комп'ютерний курс англійської мови для дорослих «Англійська 1, 2, 3».
- Творча фото&відео майстерня «Family ArtLab*Родинна АртЛабораторія»

Проект «Family ArtLab*Родинна АртЛабораторія» [Архівовано 21 червня 2014 у Wayback Machine.] став переможцем конкурсу «Творчі майстерні», від програми «Бібліоміст» [Архівовано 12 листопада 2016 у Wayback Machine.], в якому брали участь публічні бібліотеки з усієї України.
Бібліотека створила творчу фото&відео майстерню — технологічний арт-простір для спільної творчої діяльності дітей та батьків за допомогою фотокросів та фотоконкурсів, конкурсів відеороликів, художніх фотовиставок. Обладнання проекту: фотоапарати, об'єктиви, відеокамери, комп'ютери, графічні планшет та ін. Партнери проекту проводять навчальні майстер-класи і тренінги з мистецтва створення фото і відео контенту.
- освітня платформа EDUkIT,
- онлайн-журнал для фотолюбителів «ЛюбоФ»,
- Харківська обласна державна телерадіокомпанія «ОТБ»,
- «Незалежна служба новин»,
- громадська організація «Громада Харкова»